# Heliorabdia taiwana
Heliorabdia taiwana là một loài bướm đêm thuộc phân họ Arctiinae, họ Erebidae.